# Défenses narcissiques
Les défenses narcissiques sont les processus permettant de préserver les aspects idéalisés du soi, et de renier ses limites. Ils ont tendance à être rigides et absolus, et ils sont souvent motivés par des sentiments de  honte et de culpabilité, conscients ou inconscients.

## Origines
Les défenses narcissiques font partie des mécanismes de défense qui émergent dès les premières années de l'enfance, incluant le déni, la distorsion cognitive, et la projection. Le clivage du moi est un autre mécanisme de défense qu'on retrouve fréquemment chez les personnes souffrant d'un trouble de la personnalité narcissique ; voir les gens et les situations en termes manichéens et de façon tranchée : noir et blanc, tout mauvais ou tout bon, etc.
Une défense narcissique avec sur-évaluation de soi peut survenir à n'importe quel stade du développement.

## Séquences de défense
Le narcissique poursuit généralement une séquence de défenses, jusqu'à ce qu'il trouve une étape qui fonctionne, pour décharger les sensations douloureuses, :
1. Le refoulement inconscient
2. Le déni conscient
3. La distorsion cognitive (incluant l'exagération et la minimisation) et le mensonge
4. La projection psychologique (blâmer quelqu'un d'autre)
5. Demander l'aide d'un ou de plusieurs de ses amis codépendants qui soutiendront sa vision déformée .

## Vision freudienne
Freud n'a pas concentré spécialement son travail sur les défenses narcissiques, mais il a noté dans Pour introduire le narcissisme que "la manière dont sont représentés les grands criminels et humoristes dans la littérature force notre intérêt vis-à-vis de la consistance narcissique avec laquelle ils parviennent à tenir à l'écart de leur ego tout ce qui pourrait le diminuer".  Freud a vu la régression narcissique comme une réponse défensive à la perte d'objet en la niant par le biais d'une identification à elle.
Freud a aussi considéré le narcissisme social comme un mécanisme de défense qui émerge lorsque des identifications communes produisent des paniques irrationnelles vis-à-vis de menaces perçues du 'Throne and Altar' ou 'Free Markets' ou chez les Anglais, à toute remise en cause de la paternité des œuvres de William Shakespeare.

### Fenichel
Otto Fenichel a considéré que "l'identification, réalisée au moyen d'introjection, est la forme la plus primitive de relation aux objets" ; il s'agit d'un mécanisme primitif utilisé uniquement "si l'ego est gravement endommagé par une régression narcissique face à la réalité."
Fenichel a également souligné que "les excentriques qui ont plus ou moins réussi à retrouver la stabilité du narcissisme primaire et qui se sentent plus sécurent, abandonnent les stades archaïques de mécontentement et se tournent vers la réalité".

### Lacan
Jacques Lacan, en poursuivant le point de vue freudien concernant l'ego en tant que résultat d'identifications, en est venu à considérer que l'ego lui-même est une défense narcissique, entraînée par ce qu'il appelle « la passion narcissique » dans le devenir du sujet".

## Vision kleinienne
Mélanie Klein a souligné que l'identification projective dans le narcissisme ainsi que la défense maniaque, servaient notamment à empêcher la prise de conscience de dommages causés à des objets au sens large. Pour les kleiniens, il y a, au cœur des défenses maniaques du narcissisme, ce que Hanna Segal a appelé "une triade de sentiments : le contrôle, le triomphe et le mépris”.

### Rosenfeld
Herbert Rosenfeld a perçu le rôle de l'omnipotence, combiné à l'identification projective, comme étant un moyen de défense narcissique contre la conscience de la séparation entre le moi et l'objet.

## Théorie des relations d'objet
Dans le sillage de Klein, la théorie des relations d'objet, incluant en particulier les écoles américaines d'Otto Kernberg et de Heinz Kohut, a exploré les défenses narcissiques à travers l'analyse des mécanismes tels que le déni, l'identification projective, et l'idéalisation extrême.
Neville Symington a déclaré qu'"une personne dominée par des courants narcissiques survit en étant capable de détecter la tonalité émotionnelle de l'autre, en portant les manteaux des autres'" ; alors que pour Spotnitz, l'élément clé de la défense narcissique est le fait que le narcissique retourne les sentiments sur le soi.

### Défenses positives
Kernberg a souligné le côté positif des défenses narcissiques, alors que Kohut a souligné la nécessité de la succession des positions narcissiques selon les séquences ordonnées maturationnelles.
D'autres, comme Symington, ont maintenu que "ce serait une erreur de diviser le narcissisme en positif et en négatif car il n'existe pas de narcissisme positif sans haine de soi".

## L'attitude comme maladie psychiatrique
Arikan pense que stigmatiser une attitude en particularité psychiatrique est une défense narcissique.

## XXIesiècle
Le vingt-et-unième siècle a vu une distinction entre les narcissiques intellectuels et corporels, comme avec la femme qui, par mauvaise foi, investit son sens de la liberté en étant un objet de beauté pour les autres.

## Littérature parallèle
- Philip Sidney dit avoir vu la poésie comme étant une défense narcissique en elle-même[29].
- Jean-Paul Sartre ; ses protagonistes ont été considérés comme étant souvent narcissiques[30].

## Lectures supplémentaires
- Adamson, J./Clark, H. A., Scenes of Shame (1999)
- Federn, Paul, "Narcissism in the structure of the ego", International Journal of Psychoanalysis (1928) 9, 401-419.
- Green, André, Life narcissism, death narcissism (Andrew Weller, Trans.), London and New York: Free Association Books (1983).
- Grunberger, Béla (1971), Narcissism: Psychoanalytic essays (Joyce S. Diamanti, Trans., foreword by Marion M. Oliner). New York: International Universities Press.
- Tausk, Viktor (1933), "On the origin of the "influencing machine" in schizophrenia" In Robert Fliess (Ed.), The psycho-analytic reader. New York: International Universities Press. (Original work published 1919)